# Wiggs Takes the Rest Cure
Wiggs Takes the Rest Cure è un cortometraggio muto del 1914 diretto da Francis J. Grandon.

## Produzione
Il film fu prodotto dalla Selig Polyscope Company.

## Distribuzione
Distribuito dalla General Film Company, il film - un cortometraggio di una bobina - uscì nelle sale cinematografiche statunitensi il 17 luglio 1914.